# Aeroportul Londra Heathrow
Aeroportul Londra Heathrow (London Heathrow [ˈhiːθɹəʊ] Airport ,IATA: LHR, ICAO: EGLL,) cu peste 78 de milioane de pasageri anual este cel mai aglomerat aeroport din Europa și pe locul trei mondial după aeroporturile din Atlanta și Beijing, înaintea aeroporturilor Tokio Haneda, Paris Charles de Gaulle și Frankfurt.

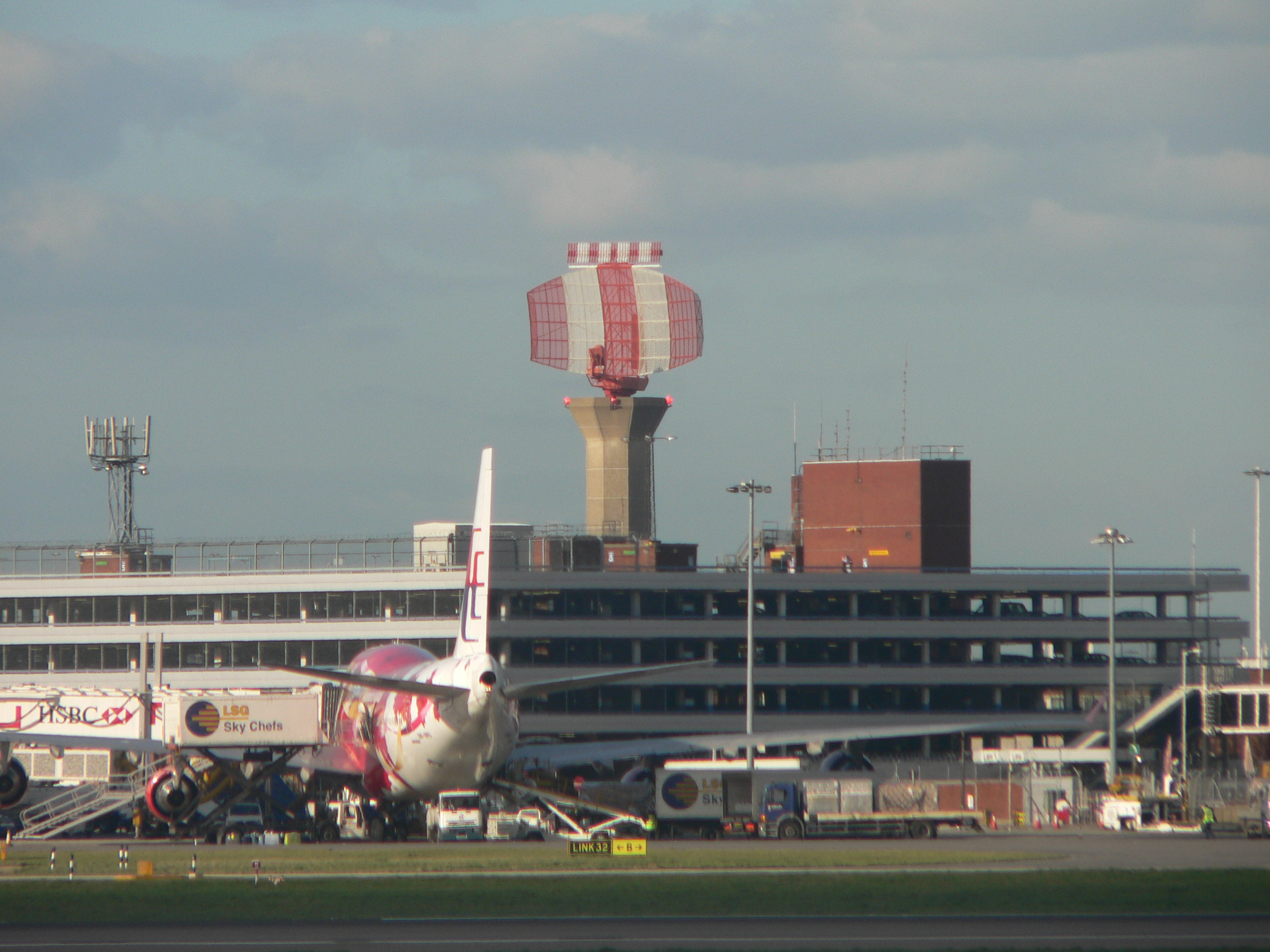
Aeroportul Londra Heathrow

Nod aerian principal pentru British Airways.

## Istoric
A fost construit înițial în 1929, folosit în Al Doilea Război Mondial, extins în 1944, a operat zboruri civile din 1946 sub numele de London Airport pentru ca în 1966 să fie devină Heathrow Airport (Eng).
În 1986 Margaret Thatcher privatizează mai multe aeroporturi din Marea Britanie prin crearea companiei BAA plc. În 2006 BAA plc a fost cumpărată de un consorțiu de firme iar în 2009 vinde toate aeroporturile în afară de Heathrow. BAA plc își schimbă numele în Heathrow Airport Holdings în 2012.

## Trafic
|  | Graficele sunt indisponibile din cauza unor probleme tehnice. Mai multe informații se găsesc la Phabricator și la wiki-ul MediaWiki. |

Vezi interogarea Wikidata.
| An   | Pasageri   | Cargo(tone) | Aterizări/Decolări |
| ---- | ---------- | ----------- | ------------------ |
| 1986 | 31.675.779 | 537.131     | 315.753            |
| 1996 | 56.049.706 | 1.040.486   | 440.343            |
| 2006 | 67.527.923 | 1.264.129   | 477.048            |
| 2016 | 75.711.130 | 1.541.029   | 474.963            |
| 2017 | 78.047.278 | 1.698.455   | 476.186            |

Aeroportul este folosit de 4,8 milioane pasageri pe rute interne (Marea Britanie), 32 milioane Europa, 17,4 America de Nord, 11,3 milioane Asia-Pacific, 7,6 milioane Orientul Mijlociu, 3,2 milioane Africa, 1,3 milioane America de Sud.
În 2017, pe acest aeroport au călătorit din/spre România 260.000 pasageri (toți pe Henri Coandă București).
La momentul actual (sept 2024) aeroportul București–Otopeni rămâne singurul din România care are legătruri directe cu acest aeroport.

## Date financiare
Cifra de afaceri pe 2017 a fost de 2,88 miliarde GBP, un profit net de 482 milioane și active de 18,395 miliarde GBP.

## Transport

### Călătoria cu trenul
Călătoria cu trenul a companiei Heatrow Express este cea mai rapidă metodă de a ajunge în centrul orașului. Trenurile încep călătoria din Heatrow la ora 5 dimineața și se termină la 23:30. Timpul călătoriei 15-20 minute. Serviciile prestate în trenurile Heatrow Express, ușurează călătoria oricărui pasager. În trenuri sunt prestate servicii pentru pasageri în cărucioare de invalizi, serviciul gratis Skycaps prestează în aeroportul Heatrow ajutor acestor pasageri.

### Autobuzul
Autobuzele companiei National Express prestează curse,care leagă centrul statiei de autobuze Heatrow și auto stația Victoria.Timpul în durm de la 45 minute până la ora 1.Unele autobuze în drum fac unele opriri nu departe de stațiile de metrou Hammersmith.Autobuzele din Heatrow încep lucrul la 05.30 și termină la 21.30.Pe timp de noapte autobuzul N 9 se pornește din centrul orașului peste fiecare 30 de minute.

### Taxi
Se pot folosi toate tipurile de taximetrie existente în Marea Britanie, însă în spațiile special amenajate pentru „taxi” operează numai „black cab-uri”, pentru „mini-cab/radio-taxi” sau servicii tip Uber trebuie contactată firma pentru a face comanda de taxi prin telefon sau internet.

### Ultra
Transporul personal (PRT)ULTra englez a companiei Advanced Transport Systems LTD. De asemenea, în Heatrow se folosește transportul ultra personal. Viteza este de 40km\h. Sistemul trasnportă pasagerii dela parcare la terminalul de sosire și plecare. Timpul în drum este de 2-3 minute pe un traseu de 3,8 km.

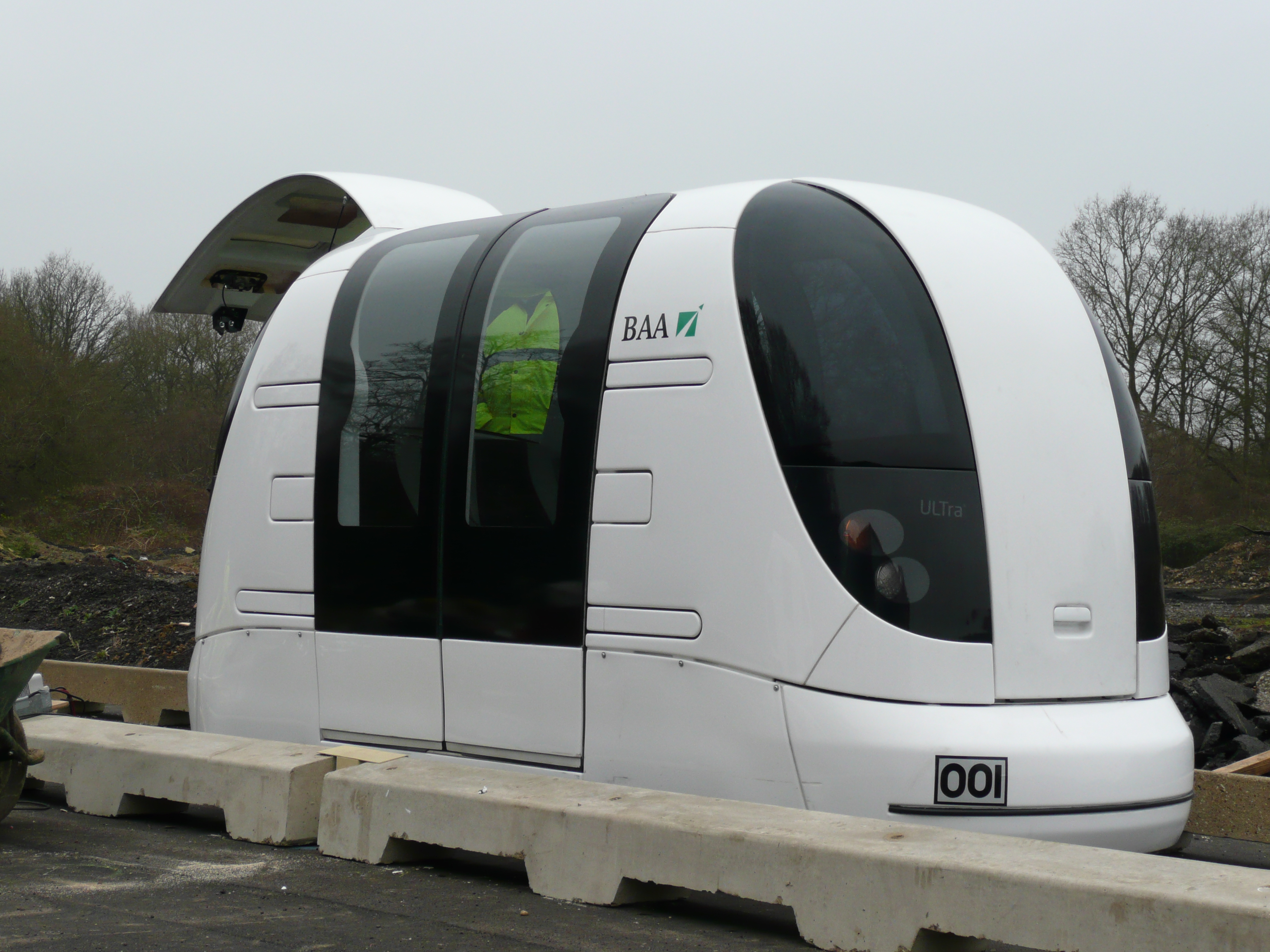
ULTra PRT (personal rapid transit)